# Kurt Ott
Kurt Ott (n. 9 decembrie 1912, Zürich, cantonul Zürich, Elveția – d. 19 aprilie 2001, Schlieren, cantonul Zürich, Elveția) a fost un ciclist elvețian, medaliat olimpic. A participat la o ediție a Jocurilor Olimpice (1936) în care a câștigat o medalie de argint.

## Participări
Lista de mai jos prezintă principalele competiții la care a participat Kurt Ott de-a lungul carierei.
- cycling at the 1936 Summer Olympics – men's team road race[*]